# Dançando nas Nuvens
It's Always Fair Weather (br/pt: Dançando nas Nuvens) é um filme estadunidense de 1955 do gênero comédia musical produzido pela MGM e dirigido por Gene Kelly e Stanley Donen.
O filme fala sobre a história de três soldados que se conheceram durante a Segunda Guerra Mundial e se tornam amigos. Dez anos depois do fim da guerra, eles decidem se encontrar novamente.
O filme foi relacionado como um dos maiores musicais do cinema pelo American Film Institute em lista de 2006.

## Elenco
- Gene Kelly…Ted Riley
- Dan Dailey…Doug Hallerton
- Cyd Charisse…Jackie Leighton
- Dolores Gray…Madeline Bradville
- Michael Kidd…Angie Valentine
- David Burns…Tim
- Jay C. Flippen…Charles Z. 'Charlie' Culloran

## Sinopse
Terminada a Segunda Guerra Mundial, três ex-combatentes americanos e grandes amigos combinam de se encontrarem dez anos depois em seu bar favorito. Quando chega o dia marcado, os três percebem que estão muito mudados e se odeiam: Ted virou um jogador e empresário de lutas de boxe suspeitas, Doug é um pintor frustrado e agora trabalha com propaganda e Angie é dono de lanchonete e pai de vários filhos. Doug encontra seu patrão que lhe apresenta a bela produtora de TV Jackie. Ela precisa de uma ideia para seu programa e resolve levar os três, sem que saibam, para que contem na TV a história do reencontro.